# Валендорф (Ајфел)
Валендорф (њем. Wallendorf) општина је у њемачкој савезној држави Рајна-Палатинат. Једно је од 235 општинских средишта округа Ајфелкрајс Битбург-Прим. Према процјени из 2010. у општини је живјело 378 становника. Посједује регионалну шифру (AGS) 7232131.

## Географски и демографски подаци
Валендорф се налази у савезној држави Рајна-Палатинат у округу Ајфелкрајс Битбург-Прим. Општина се налази на надморској висини од 180 метара. Површина општине износи 8,7 km². У самом мјесту је, према процјени из 2010. године, живјело 378 становника. Просјечна густина становништва износи 43 становника/km².